# Sebastián de Antuñano

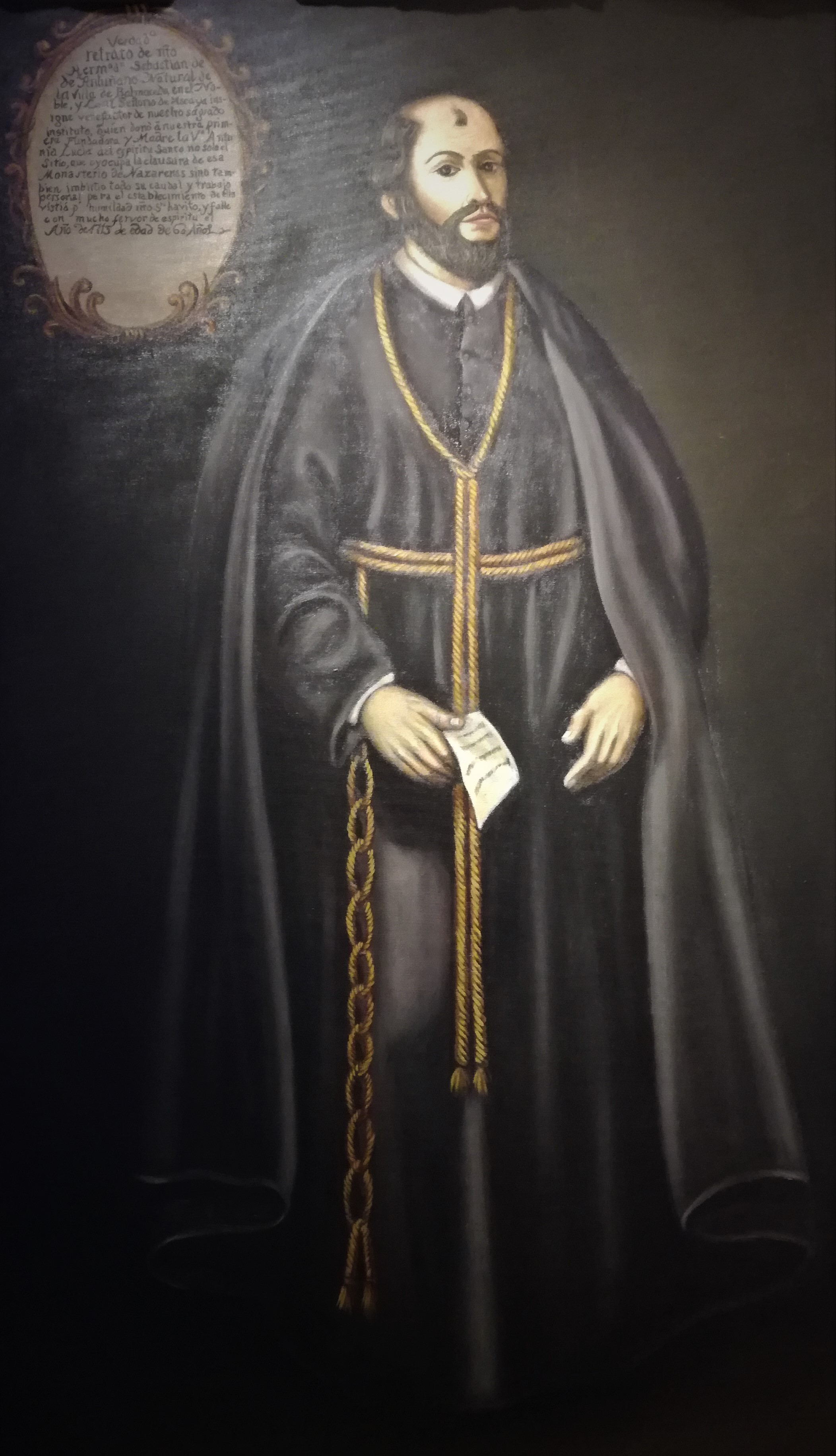
Sebastián de Antuñano (1652-1717)

Sebastián de Antuñano Rivas (Vizcaya, 1652-Lima, 1717), tuvo su bautismo infantil en Valmaseda, Vizcaya el 20 de enero de 1652. Fue un capitán de navío y negociante, que conjuntamente con Antonia Lucía del Espíritu Santo fueron los grandes impulsores de la devoción al Señor de los Milagros de Lima.

## Biografía
Se embarcó rumbo al Perú en 1667, como la mayoría de españoles que cruzaba el Atlántico, venía hacia América para labrarse un mejor porvenir. En Lima tuvo suerte de ser protegido por un acaudalado paisano, quien le dio trabajo y lo envió de vuelta a España a finales de 1669. Una vez instalado en Madrid, al orar frente al Cristo de La Fe, sintió una suerte de llamado sobrenatural que le pedía cuidar de una obra de mucha honra y gloria de Dios. Regresó a Lima en 1673 y se dedicó a juntar todo el dinero posible para su noble causa. Hábil para los negocios, el joven vizcaíno se hizo en corto lapso de una respetable fortuna, haciendo tratos con Colombia, Panamá y Venezuela.

## Su Visita a Pachacamilla
En julio de 1684, fue a conocer la entonces, Capilla del Señor de los Milagros, del cual había tanto mencionar. La visita suscitó en él una revelación y como él mismo lo refirió, escuchó una interior que le decía: "Sebastián.. ven a hacerme compañía y a cuidar del esplendor de mi culto", Antuñano tuvo entonces la respuesta al llamado que había sentido trece años antes en Madrid y le prometió al Cristo Moreno servirle por el resto de sus días. Posteriormente procuraría que lo nombrasen mayordomo, lo cual el 17 de diciembre de 1671, mediante notario se le fue confiado por las autoridades eclesiásticas por su honestidad, conducta piadosa y solvente para cuidar la ermita.

## Refacción de la Ermita
Como primera iniciativa fue el mejorar la capilla y para ello decidió adquirir los terrenos que ésta se alzaba. La transacción fue tremendamente compleja debido a que el propietario, Diego Manrique de Lara, dio marcha atrás en el curso de la negociación. Realmente, este último pretendió obtener más dinero del que en principio solicitó. Finalmente Antuñano debíó ceder a los requerimientos del dueño y acabó pagando 8000 pesos por los solares y 1000 pesos más por el terreno que ocupaba la capilla, firmándose la escritura el 16 de junio de 1686.
Los trabajos demandaron la eliminación del muladar de los alrededores, para lo cual Antuñano debió intervenir 5000 pesos. Asimismo, tuvo que gastar otros 8000 para trasladar un matadero de carneros cuyas emanaciones contaminaban el lugar. Adicionalmente le compró al Convento de Santo Domingo una casa-huerta colindante por la suma de 1400 pesos y otro solar vecino al Convento de La Merced. Esto le permitiría disponer de un amplio terreno para la ampliación de la ermita. Y, para poder vigilar los trabajos de construcción, se hizo acondicionar una modesta vivienda. Ciertamente el buen Antuñano no dudó en emplear todo su capital para el cuidado de la imagen del Señor de los Milagros y difundir su culto. Fue quien dio origen a los recorridos procesionales de la venerada efigie, siendo la primera el 20 de octubre de 1687.

## Donativo del Terreno al Beaterio Nazareno
Luego de superar los inconvenientes de 1696, y ya habiendo entablado amistad con Antonia Lucía del Espíritu Santo y con sus discípulas del entonces Beaterio de Monserrate, y enterado de las dificultades de las religiosas en la conservación del terreno por falta de licencia real y por decisión del Consejo de Indias fue demolido y sus ocupantes dispersadas, decidió ante notario hizo Antuñano y Rivas generosa y total donación a las Beatas Nazarenas, del Santuario del Señor de los Milagros, de las construcciones levantadas de la huerta y todos los solares adquiridos el 12 de octubre de 1700. No es hasta 1702 cuando recién las beatas pudieron mudarse a su nuevo local, hoy en día Monasterio de Nazarenas Carmelitas Descalzas.
Cuando Antuñano nuevamente empezó a implementar ambientes para mayor comodidad de las religiosas a los 64 años de edad fue sorprendido por la muerte. Sus restos reposan en el Santuario de Las Nazarenas.

## Referencia Bibliográfica
- Raúl Banchero Castellano, Historia del Mural de Pachacamilla, 3.ª.Edición, Lima 1992.
- Guillermo Niño de Guzmán, El Señor de los Milagros, Lima 1999.